# Ángela Ponce Camacho
Ángela Ponce (Pilas, 1991) és una dona transsexual espanyola que el 30 de juny de 2018 es va convertir en la primera transsexual a guanyar el certamen de bellesa Miss Univers Espanya.

## Biografia

### Els primers anys
Ángela Ponce va néixer 1992 a Pilas, un petit poble de la província de Sevilla (Espanya), d'una família humil, amb un germà i una germana. Des dels 3 anys ja sentia que era dona, i no sabia com convèncer el seu psicòleg que realment ella és dona.
Va estudiar informàtica, però es va adonar que aquesta carrera no era per a ella. Va tenir l'oportunitat de treballar amb nens amb minusvalidesa durant una temporada com a professora d'educació física. També va estudiar perruqueria, fins que el professor li va dir que ella més que pentinar, servia perquè la pentinin.
Des de molt jove ha treballat en moda, iniciant en passarel·les més flamenques d'Andalusia, amb una carrera que envolta els 10 anys.
A l'abril de 2014, es va operar per reassignar el sexe.

### Miss Cádiz
Ángela va guanyar el certamen de bellesa Miss Cadis 2015, després que inicialment fos al càsting després de veure un cartell sobre el certamen i acompanyés a unes amigues interessades en l'esdeveniment, realitzant el càsting només per passar el temps sense imaginar que arribaria a ser elegida.

### Miss World Espanya
Va participar per al certamen de bellesa Miss World Espanya 2015, on va abordar la lluita per visibilitzar les dones transsexuals, però no tenia possibilitats de guanyar la corona a causa que no permetien que una dona transsexual guanyés d'acord amb les regles del certamen, guanyant així la seva companya Mireia Lalaguna.
En aquest certamen també es necessitava presentar un projecte social, de manera que Ponce va donar amb la Fundació Daniela, la qual ajuda a menors i adolescents transsexuals, i a les seves famílies, amb la que porta activament col·laborant des del 2015.

### Miss Univers Espanya
Després de 3 anys, va intentar novament, però aquesta vegada en el certamen de Miss Univers Espanya 2018, ja que en aquest certamen ja s'admet des d'alguns anys enrere a les dones transsexuals, culminant com la guanyadora del mateix el 30 de juny.
També participarà en el certamen de bellesa Miss Univers 2018, sent la primera dona trans a participar en la competició, sis anys després de l'obertura del concurs per a dones transsexuals.